# نارست
نارست هي قرية في مقاطعة سردشت، إيران. يقدر عدد سكانها بـ 75 نسمة بحسب إحصاء 2016.